# غريلو إدسون
غريلو إدسون هو لاعب كرة قدم برازيلي، ولد في 1 أغسطس 1982 في بريزيدينت برودينت في البرازيل. لعب مع نادي غواراني.

## وصلات خارجية
- غريلو إدسون على موقع قاعدة بيانات كرة القدم.إي يو (الإنجليزية)
- غريلو إدسون على موقع عالم كرة القدم.نت (الإنجليزية)